# Korenika
Koreníka ali rizóm je navadno podzemno in vodoravno rastlinsko steblo, iz katerega pogosto izraščajo nadomestne korenine. Nekatere rastline, npr. trobentica ali trpotec, pa imajo pokončne korenike. Rizome imajo npr. še jajčevci, šmarnica, kana, salomonov pečat in simpodialne orhideje. Z besedo rizom označujemo tudi rastoča stebla praprotnic. Beseda rizom izvira iz grškega ῥίζωμα (rizoma), kar pomeni splet korenin, izpeljano iz ῥίζα (riza), korenina.
Od korenine se korenike razlikujejo po tem, da imajo majhne luskaste lističe ali listne brazgotine in zalistne brste, ki jih korenine nimajo. V koreniki se kopičijo založne snovi.
S koreniko se rastlina vegetativno razmnožuje. Iz zalistnih brstov spomladi požene poganjek, ki jeseni propade, naslednjo pomlad pa se nadzemni del iz zalistnega brsta spet obnovi. Tako korenike trajnicam omogočajo preživetje neugodnih razmer, ko nadzemni deli rastline propadejo. Dokler so korenike povezane, je cel splet in njihovi nadzemeljski deli en osebek; če se povezave pretrgajo, pa nastanejo kloni prvotne rastline. 
Veliko rastlin, npr. jagode, se vegetativno razmnožuje z nadzemskimi poganjki, živicami. Pri glivah je funkcionalno podobna tvorba micelij, ki pa je glavni del glive, v katerem se opravijo vsi življenjski procesi, razen spolnega razmnoževanja.
Gomolj je zadebeljeni del stebla, ki rastlini služi kot shranjevalni organ. Odebelijo lahko nadzemni del, hipoktil, podzemni del ali podzemni stolon (pritlika). Navadno vsebuje veliko škroba. Zgled gomolja je npr. pri krompirju, kolerabi, redkvici, pegastem kačniku.